# 十字軍のエジプト侵攻
十字軍のエジプト遠征（じゅうじぐんのエジプトえんせい）とは、1163年から1169年にかけてエルサレム王国の主導で行われたファーティマ朝支配下のエジプトに対する軍事遠征である。当時ファーティマ朝が内部対立などにより弱体化していたため、その十字軍サイドに有利な状況を用いてレバントにおける十字軍の支配体制を強化することが目的であったとされる。
この戦役は、シリアを治めるムスリム政権であるザンギー朝とレバントを治める十字軍国家という2大勢力の影響下で発生したファーティマ朝の後継者問題を発端とする。ファーティマ朝の一方の勢力はシリアのムスリム統治者ヌールッディーンに支援を求め、もう一方は十字軍に支援を求めた。戦争序盤はファーティマ朝の2派閥間の戦争であったが、時間がたつにつれて征服戦争へと変化していった。ヌールッディーンは幾度となくエジプト遠征をおこなったが、エルサレム王アモーリー1世によるエジプトへの侵略遠征によって目的を果たすことなく終わっている。一方のエルサレム王国側も、数度の襲撃を除いてエジプトへの侵略は目立った結果を残すことはなかった。1169年にはビザンツ帝国と十字軍との連合軍により敢行されたダミエッタ包囲戦も失敗に終わり、同年にはサラディンがワズィールとしてエジプトでの実権を掌握するに至った。1171年、サラディンはエジプトのスルタンに就任し、十字軍は次第に対外遠征から領土防衛へと政策を切り替えざるを得ない状況に追い込まれた。十字軍はムスリムが統治するシリア地方やエジプト地方に囲まれながらも、1187年に征服されるまでの約16年にわたって独立を保ち続けた。遠征後、十字軍はエジプトを脅威とみなし王国の支援を試みたものの、この支援は無駄に終わった。

## 背景
第1回十字軍で十字軍がエルサレムを征服したのち、エジプトを拠点とするムスリム政権ファーティマ朝は十字軍が統治するパレスチナ地域に対する襲撃を毎年続けて行い、シリアを拠点とするムスリム領主ザンギーはエデッサ伯国やアンティオキア公国に対する数度の遠征をおこなっていた。第2回十字軍はザンギーに攻め滅ぼされた十字軍国家のエデッサ伯国の回復を目指し提唱されたが、皮肉にもこの遠征ではザンギーの有力なライバルであったダマスカスに対して遠征を行った。しかしこの包囲戦は失敗に終わり、十字軍は新たな遠征先として南方のエジプトに目を向け始めたのであった。
12世紀のファーティマ朝は内部分裂により弱体化していた。1160年代にファーティマ朝における権力はカリフのアーディドから宰相シャーワルに移っていた。そんな状況は十字軍にとってもザンギーの後継者ヌールッディーンにとっても好機となっていた。1度目の十字軍によるエジプト遠征はアスカロン包囲戦の際に最高潮を迎え、1154年にエルサレム王国南部の要衝アスカロンは十字軍が征服した。これにより十字軍は北方のザンギー朝・南方のファーティマ朝と戦争状態に突入し南北2方面に戦線を有することとなり、ファーティマ朝は国境目前に敵の遠征拠点を有することとなった。

## アモーリー王のエジプト侵攻とヌールッディーンの干渉 (1163年-1164年)
1163年、かつてのファーティマ朝宰相で追放処分を受けシリアに亡命していたシャーワルがヌールッディーンに対して、事実上のエジプト支配者の立場であったかつての宰相への復位に対する軍事支援を要請した。一方、シャーワルを追放したのちに宰相の地位に就いていたダーガムは、シャーワルがヌールッディーンに接近していることを知り、対十字軍同盟をヌールッディーンと対決してシャーワルに締結しようと試みた。しかしヌールッディーン側はダーガムが派遣した使節に対して明確な返答をせず、またエジプトに帰国途中のダーガムの使節は十字軍の軍勢に取り押さえられたという。これはヌールッディーン自身が差金であった可能性も考えられている。

### 1163年の第1次侵攻
1163年、アモーリー王は先王ボードゥアン3世の治世下で締結・開始された毎年の貢納金をファーティマ朝が滞納していることを理由に、エジプトに対する侵攻を開始した。シャーワル宰相を追放し事実上のエジプト支配者となったダーガムは軍勢を率いてペルシウムに向けて進軍し、アモーリー軍と対峙した。そして十字軍はファーティマ軍を打ち破り、ダーガム率いるファーティマ軍はビルベースまで撤退した。ファーティマ軍はその後ナイル川の堰を切り氾濫させ、十字軍のナイル川の渡河を妨害することでさらなる侵攻の阻止を試み、ファーティマ軍は自国に撤退した。十字軍の進軍を遅らせたダーガムはアモーリー王との戦闘を避け交渉を望み、人質の送還と毎年の貢納金の支払いを条件とする休戦条約の締結をアモーリー王に申し出た。一方ヌールッディーンはファーティマ朝領内で徴収される土地税の3分の1を毎年シャーワルから得るという条件の下でシャーワルの支援を取り決めた。ヌールッディーン軍は配下のシール・クーフ将軍と彼の甥サラディンに命じて軍勢を率いてエジプトに向かうために道中のエルサレム王国領内に進攻させることで、十字軍の注意を逸らす試みを実行した。
ダーガムはアモーリー王に救援を要請したが、この時、アモーリー王はファーティマ朝を支援する余裕がなかった。そして1164年4月後半、シール・クーフ軍はファーティマ軍に奇襲を仕掛け、ダーガムの弟Mulhamが率いる軍勢をビルベースにて撃破し、カイロへの突破口を切り開いた。1164年5月、シャーワルは宰相の座に返り咲くことに成功し、対するダーガムは民衆にも軍勢にも見放されて、その後殺害された。宰相となったシャーワルではあったが、実際のところ彼は名目上の宰相に過ぎず、ヌールッディーンはシール・クーフを実質的なエジプト統治者に任命した。シャーワルはこの状況に満足せず、自身を支援していたヌールッディーン陣営から十字軍陣営に鞍替えすることになる。

### 1164年の2度目の侵攻

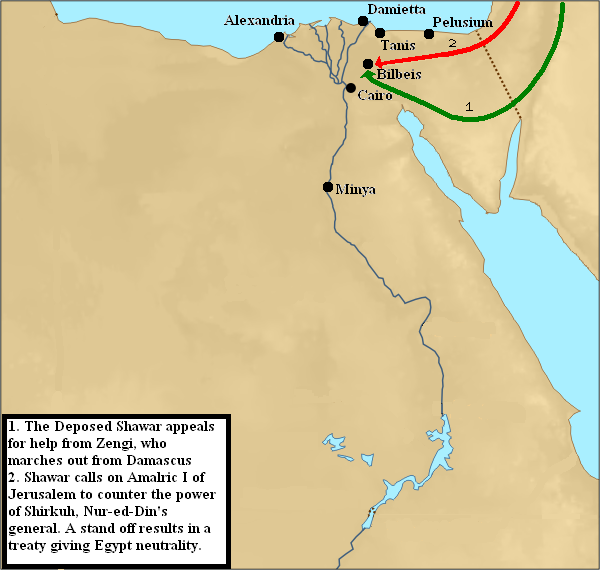

シャーワルは実質的なエジプト統治者シール・クーフと対立し、ヌールッディーン陣営と対立するアモーリー王と同盟を結び、アモーリー王はその後1164年8-9月にビルベースにてシール・クーフ軍に対して攻撃を仕掛けたという。シール・クーフ軍が立てこもる要塞を攻め立てたアモーリー軍であったが、両者引き分けでその戦いは終結した。戦闘後、シール・クーフとアモーリー王はともにエジプトから撤退することを取り決めた。一方この頃、ヌールッディーンは自軍を率いてアンティオキア公国を攻め、ハリムの戦いでアンティオキア公ボエモン3世・エデッサ伯レーモン3世を人質として捕らえた。アモーリー王は王国北部に急行し、捕らえられた家臣の救出を試みた。シール・クーフもまたエジプトから撤退したため、結果的にエジプトを再獲得したシャーワルの勝利で終結した。

### フランス王への書状
1164年、アンティオキア大司教アモーリー・ド・リモージュが十字軍国家における状況を伝えるべく、フランス王ルイ7世に書状を送った。
| 「 | ダマスカスを手に入れたシール・クーフは、この国を征服するため、トルコ人の大軍を率いてエジプトに入った。そのため、バビロンのスルタンとも呼ばれるエジプト王は、自らの武勇と部下の武勇に不信を抱き、進撃してくるトルコ軍にどのように対抗するか、またエルサレム王の援助をどのように得るかを決定するため、最も好戦的な会議を開いた。彼は賢明にも、生命と王国の両方を奪われるよりは、貢ぎ物の下で統治することを好んだからである。 そのため、先に述べたように、前者はエジプトに入り、その土地のある人物の好意を受け、ある都市を占領し、要塞化した。その間に、スルタンは毎年貢物を納め、エジプトにいるキリスト教徒の捕虜をすべて解放することを約束して、我が君主［アモーリー王］と同盟を結び、我が王の援助を得た。アモーリー王は出陣に際して、帰国するまでの間、彼の王国と領邦の管理を我々と我々の新たな公爵、前アンティオキア公レーモンの息子でアモーリー王の近親者でもあるボヘモン公に委ねた。 そのため、我が領土の近辺を支配するムスリムの王は、異教徒の王や民族を四方から集め、我が公爵殿下に和平と停戦を申し入れ、非常に頻繁に条約締結を促した。その理由は、エルサレム王国を荒廃させ、エジプトで戦っている彼の家臣を援助するために、より自由にわが国を縦断せんことを望んでいるからであった。しかし、わが公爵殿下は、主君である王が帰還するまで、彼と和平を結ぶことを望まなかった。 | 」 |

## シール・クーフの撤退と十字軍の3度目の侵攻　（1166-1167年）

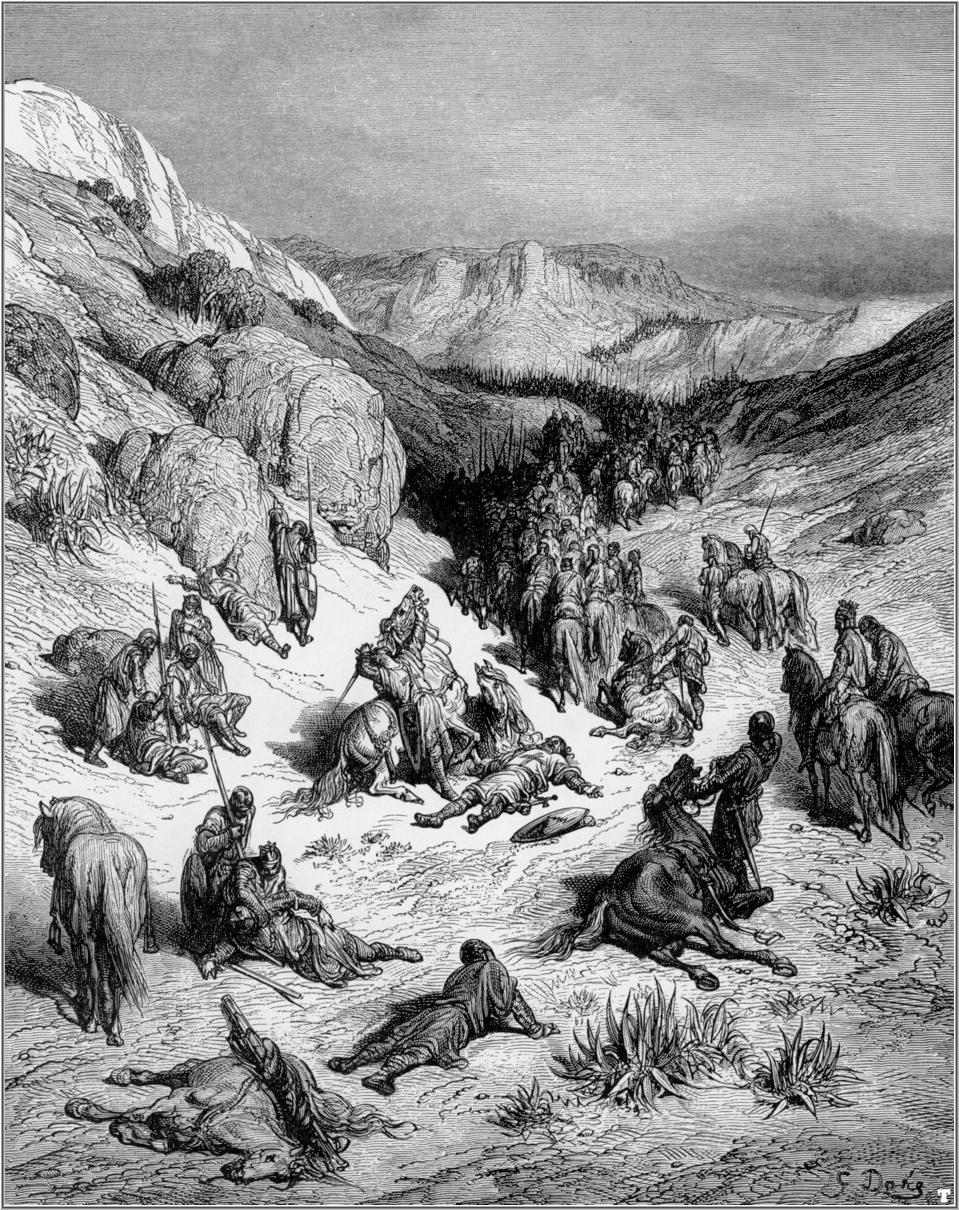
砂嵐に巻き込まれるシリア軍 (ギュスターヴ・ドレ作)

1166年にシール・クーフがエジプト奪還をもくろみエジプトに帰還したことを受け、シャーワルのエジプト統治は長くは続かなかった。劣勢に立たされたシャーワルは再び十字軍を頼り、この時はアモーリー王もシーク・ルーフ軍と全面対決することで前回の雪辱を果たしシリア軍を撃破できるであろうと考えていたという。当時、十字軍はヌールッディーン側と比較して海軍力に優れており、ヌールッディーン側の指揮官であるシール・クーフが1167年1月にエジプトに着陣したが、十字軍も海路でエジプトに急行することでほぼ同じ頃に同盟者シャーワルと合流することができた。シール・クーフは十字軍を警戒して、砂嵐に巻き込まれる恐れのあるシナイ半島南部のTih砂漠を進軍してカイロに対するギザに野営地を構えた。アモーリー軍はシール・クーフ軍の進軍妨害を試みたが、シール・クーフ軍補給部隊に対する奇襲に失敗したことを受けてこの試みはとん挫した。アモーリー王はビルベース滞在中にシャーワルと交渉を行い、400,000枚のベザント硬貨と引き換えにシール・クーフがエジプトから撤退するまで十字軍がエジプトに駐留し続けることを取り決めた。そしてユーグ・グルニエとギヨーム・ド・ティールの両名を条約批准のためにシャーワルの下に使節として派遣した。

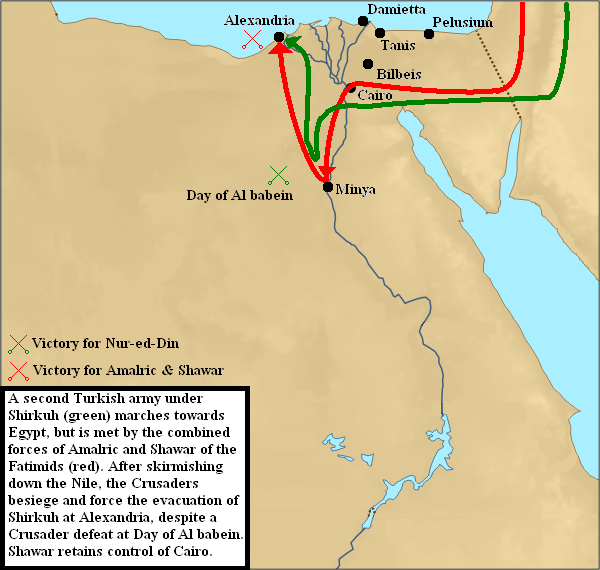

その後、十字軍は1167年3月にナイル川に架ける橋の建設事業に取り掛かったが、シール・クーフ軍傘下のシリア人弓兵の妨害により架橋工事はいつまでたっても完成しなかった。対するシール・クーフ軍はギザの大ピラミッド付近で駐留し続けた。もしここでシリア軍が撤退を開始すると、十字軍はナイル川を渡ることができるようになりシリア軍を背後から攻撃することが可能になるためである。シール・クーフ軍は物資補給のために別動隊をカイロ北部に派遣したが、十字軍貴族マイル・ド・プランシーの部隊の攻撃により壊滅した。補給部隊が壊滅した上に、ちょうどこの頃オンフロワ2世・ド・トロンら率いる十字軍の援軍がエジプトに到着したことにより、シール・クーフ軍の士気は大いにさがった。十字軍・ファーティマ朝連合軍はさらなる作戦を立て、ナイル川のより上流部分で渡河を試みた。シール・クーフは連合軍からの攻撃を恐れ、上エジプトへ撤退した。
アモーリー王とシャーワルは下エジプトに2部隊を残した。1部隊はユーグ・ド・イブランとスルタンの息子カミルが率いており、カイロ防衛を任されていた。他方の部隊はエルサレム軍総司令官ジェラール・ド・プジーとシャーワルの息子が率いており、ギザの防衛と撤退するシール・クーフ軍の追跡を任されていた。ファーティマ・エルサレム連合軍はその後アル・バベインの戦いで衝突したが、勝敗はつかなかった。それでも連合軍はアレクサンドリアの港を通しての撤退を目論むシリア軍の追跡を続けた。しかし十字軍の艦隊がアレクサンドリアに到着したことを受け、シリア軍の目論見は外れた。アレクサンドリアの市民はシール・クーフの軍勢に対して抵抗することなく城門を開けて城内に招き入れた。というのもアレクサンドリアではシャーワルの評判が芳しくなかったためである。この時のアレクサンドリアは戦いの準備が全く整っておらず、兵糧は尽きかけていた。このような状況の中、シリア軍を率いるシール・クーフは甥のサラディンの軍勢にアレクサンドリアを任せ、自身はそのまま上エジプトに向けて行軍した。迫る連合軍に対して、アレクサンドリアの籠城部隊ではなく自身の部隊を追撃するよう仕向けようという試みであった。結局この作戦もうまく行かず、連合軍はアレクサンドリアを包囲した。サラディン率いる籠城軍は1167年8月、十字軍のエジプト撤退を条件に自軍のエジプトからの撤収に同意した。アモーリー王は自身に有利な条件のもとでエジプトから撤退し、この条件のもとでエジプトは親エルサレム派のシャーワルの支配下に置かれることとなり、またエルサレムはエジプトに毎年の貢納金の支払いを義務付けた。また十字軍はアレキサンドリアに小規模な駐屯軍を配備することとなり、シャーワルは駐屯軍を介してアモーリー王に対して年に100,000ベザント硬貨を支払うよう義務付けられたという。しかしアモーリー王は取り決められた分の貢納の支払いを待つ間に、カイロのファーティマ朝宮廷に代表団を派遣し、さらには宮廷に十字軍守備隊をも駐屯させるという取り決めを行った。これによりファーティマ朝はエルサレム王国の保護下に置かれることとなった。

## 4度目のエジプト侵攻 (1168年-1169年)

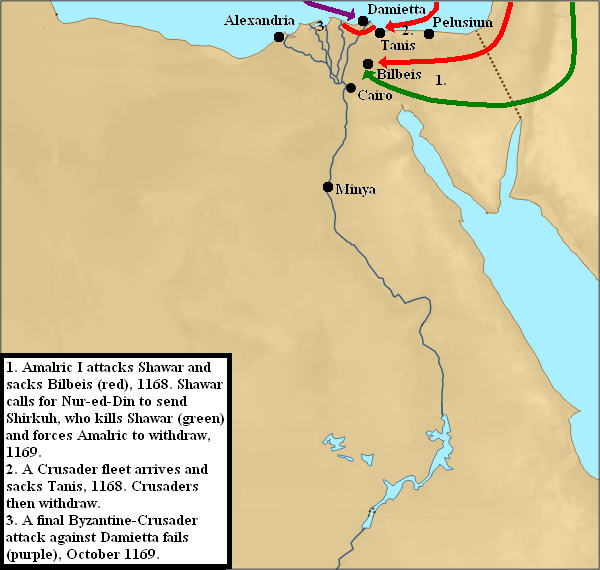

上述のように、カリフ宮廷にフランク人顧問が駐在し、カイロには十字軍守備隊が駐屯し、また賠償金の徴税官もまたエジプトに駐在していたことによりエジプト民衆はさらなる税の支払いを求められ、民衆の心は十字軍から徐々に離れていった。そして宮廷の中には十字軍と同盟を結ぶよりヌールッディーンと再び同盟を締結した方がまだマシだと考える者も現れ、遂に彼らはヌールッディーンとの同盟締結を目論み交渉を開始した。エジプト駐在の十字軍騎士たちはこの状況に危機感を抱き、エルサレム王アモーリー1世に対して危急を伝える文書を送付した。アモーリー王はこの知らせに躊躇したとされる。なぜなら、彼はちょうどその頃、のちに予定されていたエジプト征服に向けてビザンツ帝国との同盟締結を模索している真っ只中であったからである。結局、アモーリー王は周囲の家臣たちの意見に押され、ビザンツ帝国との同盟を待たずしてエジプトへの介入を決意した。
この頃、十字軍国家は王国北部のシリア国境を中心に軍事力を強化する必要に迫られていたが、ホスピタル騎士団総長ジルベール・デセイーからの騎士500騎・テュルク騎兵500騎の援軍を受けるなどの誘惑に負け、エジプトへの軍事侵攻を開始した。ビザンツ皇帝マヌエル1世コムネノスもまたエジプト侵攻という案に同意したとされる。一方、東地中海で積極的な交易・軍事活動を行っていたヴェネツィア共和国はエジプト遠征への参加を拒否した。彼らはエジプトと交易関係にあったためである。
1168年11月、エルサレム王国はビザンツ帝国との同盟交渉の最中であったものの、アモーリー王はファーティマ朝からの賠償金の滞納を口実として、ファーティマ朝支配下のビルベースに攻撃を仕掛け、現地民を虐殺した。この虐殺事件によりエジプト在住のキリスト教徒であるコプト人は激怒し、その後彼らは十字軍に対する支援を取りやめてしまったという。シャーワルはダマスカスに十字軍の襲来を知らせ、それに応じてシール・クーフがエジプトに舞い戻った。一方そのころ、アモーリー王の十字軍艦隊はタニスでまたもや虐殺を起こした後にナイル川の遡上を試みたものの、それ以上さかのぼることができず、王命に基づいて撤退した。迫りくるアモーリー王の襲来に対して、シャーワルは自身の拠点都市フスタットを焼き払ったうえで放棄した。14-15世紀のエジプト人歴史家アル＝マクリーズィーは当時の状況を以下のように記している。
| 「 | シャーワルはフスタットからの避難を命じた。彼は[フスタット住民]に対して、金銀と財産を捨て置いて子供たちと共に落ち延びるよう強制した。パニックに陥った民衆はまるで幽霊の大群のようであった。．．．民衆の中にはモスクや公衆浴場に逃げ込み、ビルベースでのようなキリスト教徒による虐殺を待つ者もいた。シャーワルは2万個のナフタ入りポットと1万個の爆薬を町中に設置し、街を焼き払った。炎や煙が町中を覆いつくし、空まで燃え上った。フスタットは54日間燃え続いた。 | 」 |

その後、アモーリー王はシャーワルに対して約1万ベザント硬貨にも上る賠償金の支払いを十字軍の撤退と引き換えに要求した。しかし、シール・クーフ率いる軍勢が接近するにつれて、アモーリー王は賠償額を半分ほどにまで下げざるを得なかった。1169年1月2日、アモーリー軍はカイロ近郊から撤退した。同月中、シール・クーフはカイロに入城し、裏切りを繰り返したシャーワルを処刑した。2か月後、シール・クーフ自身も亡くなり、甥のサラディンがファーティマ朝カリフの摂政としてエジプトでの権力を握った。

### ダミエッタ包囲戦

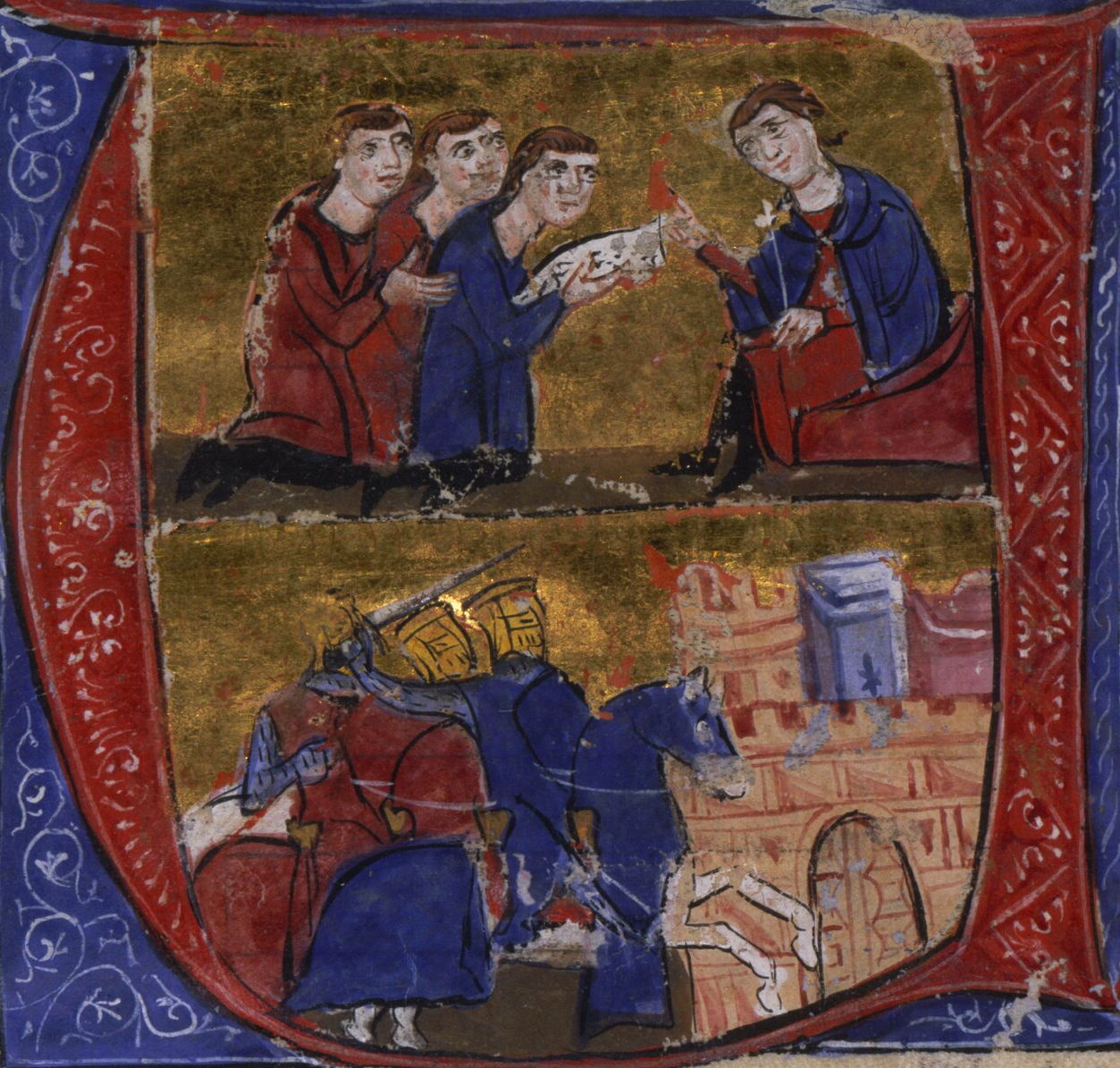
上段:マヌエル帝と面会するアモーリー王の使節
下段:エジプトに着陣した十字軍
(ギヨーム・ド・ティールの歴史書Historiaより)

1169年、ビザンツ王族アンドロニコス・コンステファノスがエジプトに派遣するビザンツ帝国軍を輸送する艦隊の司令官に任命された。この遠征はおそらくマヌエル帝の大姪マリア・コムネナとアモーリー王との婚約が成立した1167年より計画されていたのであろう。
当時の歴史家ティルスのギヨームによれば、ビザンツ艦隊は150船のガレー船・60隻の軍馬輸送船・攻城兵器輸送のために特別に設計された12隻のデュロモイで構成されていたという。この艦隊はダーダネルス海峡のメリボトス港を1169年7月8日に出港し、途中キプロス沖で小規模なエジプト小艦隊を撃破したのち、9月後半にティール・アッコに着陣した。しかしこの時、アモーリー王はエジプト遠征に向けた準備を一切進めておらず、コンステファノスは激怒したと伝わる。これによりビザンツー十字軍間の信頼関係は大いに崩れた。
10月中旬、十字軍-ビザンツ連合軍・艦隊は遂に進軍を開始した。2週間後、連合軍はダミエッタに到着した。しかし攻撃はその日に行われず、包囲戦は3日後に開始された。攻撃の遅延により、サラディンはダミエッタに守備隊・兵糧を送り込み、海上からの直接攻撃に備え海沿いの部分には防鎖をひく等の籠城への備えを整えることができた。この包囲戦では包囲側・籠城側共に激しく戦った。ビザンツ帝国軍は巨大な攻城塔を構築して包囲戦に臨んだとされるが、十字軍とビザンツ軍間で高まる不信感により包囲側は少なからず連携力が不足していた。特に、ビザンツ軍に対する本国からの補給が滞り始めた際、アモーリー王自身の補給物資のビザンツ軍との共有を拒否し、さらには法外な値段でそれを売りつけたという。その後もビザンツ軍はアモーリー王に対してダミエッタへの攻撃を再三要請したものの、アモーリー王は自軍の損害を避けるため城壁に攻撃を仕掛けなかった。それに加えて、12月に冬時雨が連合軍野営地に降りしきったことで包囲側は攻撃態勢を大幅に弱めることとなった。
長引く包囲と自軍の損害に苛立ったコンステファノスはマヌエル帝からの『一切はアモーリー王の指示に従え』という命に再び背き、ダミエッタに対して最後の攻撃をビザンツ軍単独で仕掛けた。ビザンツ兵は一気に城内になだれ込まんとする勢いであったが、アモーリー王はダミエッタとの交渉によりムスリム側の降伏が取り決められたとしてビザンツ軍の攻撃を中止させた。ダミエッタ降伏の報を受けたビザンツ軍は忽ち規律と結束を失い、命令なしに攻城兵器を焼き払って艦船に乗り込み帰国の途に就いた。コンステファノスはたった6隻の艦船と共にエジプトに残り、アモーリー王の軍勢に従ってパレスチナまで撤退し、そして陸路でビザンツ帝国に帰国した。先に帰国を始めていた大多数の艦隊は途中で一連の嵐に遭遇して壊滅し、コンステファノスと共に残っていた6隻だけが1170年春の暮れごろに母国に帰還した。

## その後
1171年、アモーリー王率いる十字軍が疫病や戦役により多くの損害を被り撤退を迫られていた中、サラディンはファーティマ朝カリフアーディドの崩御を受けてスルタンの座に就いた。ホスピタル騎士団はこの遠征の失敗により一時的に破産したが、その後すぐ経済的に回復を遂げた。しかしながら、エルサレム王国はホスピタル騎士団のような回復を遂げることはできなかった。
そんなエルサレム王国は四方を敵に囲まれ、不可避な敗北に直面していた。サラディンは、シリアとエジプトを統制下に置くことで10万人以上の軍勢を擁することができる可能性があった。しかし、ヌールッディーンは1174年まで生きており、エジプトで権力を握ったサラディンは旧主ヌールッディーンへの反乱と見なされていた。ヌールッディーンの死後、シリアとエジプトはサラディンの下で統合された。モンジザールの戦いやティベリアでの包囲戦といった諸戦闘における十字軍の勝利により十字軍はしばらくの間生き残り続けることができた。しかし1187年にはサラディン軍によりエルサレムが陥落し、その後2年間にわたり十字軍は大半の領土を喪失した。十字軍は政治的に動機づけられたヨーロッパからの小規模な軍事支援に頼ることとなった。
しかし、1187年にエルサレムが陥落した後、十字軍の焦点はエジプトに移り、レバントにはそれほど注力されなかった。これは第3次十字軍で明らかであり、実際第3回十字軍で活躍したイングランド王リチャード獅子心王はエジプトの戦略的重要性を認識し、その地域への侵攻を2度提案したとされる。レバントへの攻撃はエジプトの資源と人員なしには成功しなかったため、この情勢はイスラム勢力にとって決定的な優位性をもたらした。それ故にその後実行された数々の十字軍(第4回十字軍、第5回十字軍、第6回十字軍、第7回十字軍、第9回十字軍、アレクサンドリア十字軍)はすべてエジプトを目標とする遠征として決行された。
第5回十字軍（1218年〜1221年）では、教皇使節ペラージョ・ガルヴァーニ（en:Pelagio Galvani）とジャン・ド・ブリエンヌ率いる大勢の十字軍がダミエッタを占拠した。遠征軍にはフランス人、ドイツ人、フランドル人、オーストリア人の十字軍部隊とフリジア艦隊で構成されていた。遠征軍はカイロに向けて進軍したが、ナイル川の氾濫により軍は孤立し、十字軍はムスリムに対して降伏せざるを得なくなり、遠征は惨敗に終わった。
第7回十字軍（1249年〜1250年）では、フランス王ルイ9世がエジプトに侵攻し、ダミエッタを占拠した後、カイロに向けて進軍した。しかし、フランス王傘下の貴族アルトワ伯ロベール1世率いる軍勢がマンスーラの戦いでアイユーブ朝の軍勢に敗れ、その後ルイ王率いる十字軍主力部隊もファルスクールの戦いでムスリム軍に大敗を喫した。この敗北で十字軍は全滅し、ルイ王自身も捕虜として捕らわれるという屈辱的な結果で遠征は幕を閉じた。
その後も十字軍は一時的な勝利を手にすることはあったが、その勝利は長く続くことはなかった。1291年には聖地に残る最後の要塞都市アッコがマムルーク朝の手中に落ち、残る領土もその後10年の内に喪失することとなる。

## 文献
- Barber, Malcolm (2003). Peter Edbury; Jonathan Phillips. eds. The career of Philip of Nablus in the kingdom of Jerusalem. The Experience of Crusading, vol. 2: Defining the Crusader Kingdom. Cambridge University Press
- Bridge, Antony (1982). The Crusades. Franklin Watts
- Canard, Marius (1965). "Ḍirg̲h̲ām". In Lewis, B.; Pellat, Ch. [in 英語]; Schacht, J. [in 英語] (eds.). The Encyclopaedia of Islam, New Edition, Volume II: C–G. Leiden: E. J. Brill. pp. 317–319.
- Duggan, Alfred (1963). The Story of the Crusades 1097–1291. Faber & Faber
- Gibb, Sir Hamilton (2006). The Life of Saladin. Oxford University Press. ISBN 978-0-86356-928-9
- Grousset, René (1935) (French). Histoire des croisades et du royaume franc de Jérusalem - II. 1131-1187. Paris: Perrin
- Delaville Le Roulx, Joseph (1904) (French). Les Hospitaliers en Terre Sainte et à Chypre (1100-1310). Paris E. Leroux
- Josserand, Philippe (2009) (French). Prier et combattre: dictionnaire européen des ordres militaires au Moyen Âge. Fayard. ISBN 9782213627205
- Varzos, Konstantinos (1984). Η Γενεαλογία των Κομνηνών [The Genealogy of the Komnenoi] (PDF) (ギリシャ語). Vol. B. Thessaloniki: Centre for Byzantine Studies, University of Thessaloniki. OCLC 834784665。